# Assadismo

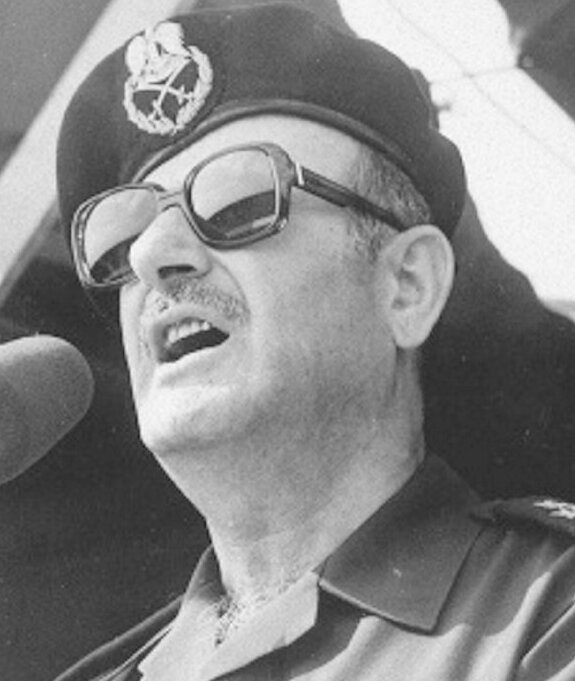
Hafez al-Assad discursando, 1980

Assadismo é uma ideologia neobaathista baseada nas políticas e no pensamento da Família al-Assad, que governou a Síria como uma ditadura hereditária totalitária de 1971 a 2024. Este período abrangeu os regimes sucessivos de Hafez al-Assad e seu filho Bashar al-Assad. Os Assad chegaram ao poder como resultado do golpe de estado sírio de 1970, levando à consolidação do domínio da minoria alauíta nas forças militares e de segurança. A sua governação foi largamente caracterizada pelo nepotismo, sectarismo e favoritismo étnico.  A ideologia consagra o papel de liderança da família Assad na política síria e apresenta o regime de Assad de uma forma muito personalista, criando um governo baseado e girando em torno de seu líder. Sob este sistema, o Partido Baath Sírio retratou a sabedoria de Assad como "além da compreensão do cidadão médio".  A propaganda estatal síria apresentou o Assadismo como uma corrente neo-baathista que evoluiu a ideologia baathista com as necessidades da era moderna. 

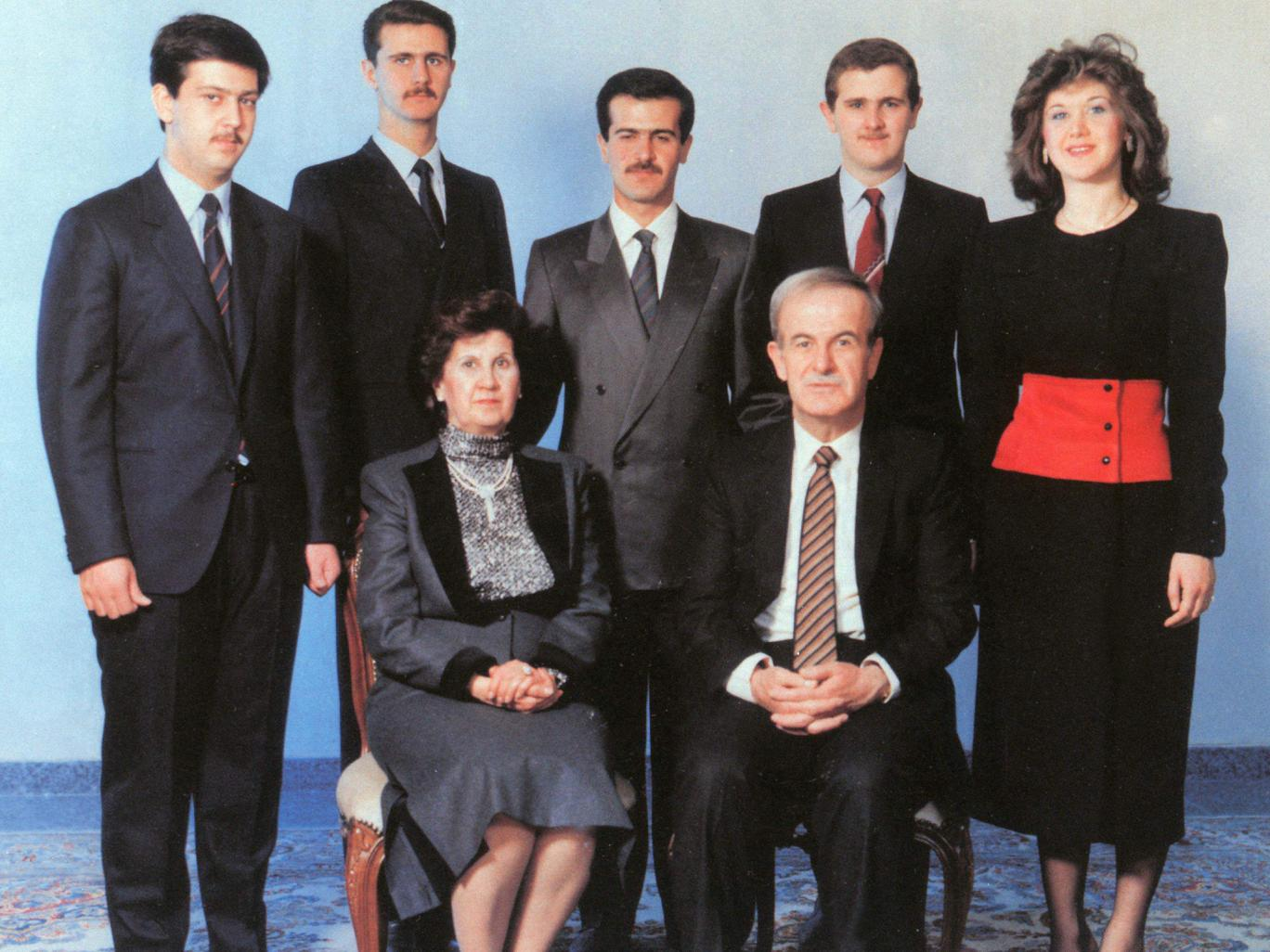
A Família al-Assad, c. 1993.

A família Assad cultivou extensas redes de clientelismo, garantindo lealdade ao mesmo tempo que monopolizava vastas porções da economia síria e fomentava a corrupção generalizada.  O partido Baath sírio usou seu controle sobre as esferas política, social, econômica, cultural, educacional e religiosa da Síria para impor sua ideologia neobaathista na sociedade em geral e preservar o poder da família Assad. O objetivo de Hafez al-Assad ao chegar ao poder era consolidar o estado socialista com o Partido Baath como sua vanguarda, estabelecendo um sistema "à prova de golpe" que eliminasse rivalidades entre facções. Assim que tomou o poder, as forças armadas, a polícia secreta, as forças de segurança e a burocracia foram expurgadas, subjugando-as ao comando do partido através da instalação de elites alauitas leais a Assad.   Para manter o controlo, embora o Assadismo tenha inicialmente tentado resolver os problemas dentro do país através de manobras políticas na década de 1970, no início da década de 1980 o regime mudou para o uso da força bruta e da opressão implacável, exemplificada pelo massacre de Hama em 1982 e pelos vários massacres sectários ao longo da guerra civil síria desde 2011.  Após a queda do regime de Assad em 2024, devido a uma nova ofensiva da oposição síria em meio à guerra civil, os assadistas leais ao antigo regime se envolveram em uma insurgência violenta em redutos alauitas no oeste da Síria. 
Jamal al-Atassi, cofundador do antigo Partido Baath Árabe de Zaki al-Arsuzi e mais tarde dissidente sírio, declarou que "o Assadismo é um falso nacionalismo. É a dominação de uma minoria, e não estou a falar apenas dos alauitas, que controlam o sistema nervoso da sociedade. Incluo também o exército e o mukhabarat... E apesar dos seus slogans socialistas, o estado é dirigido por uma classe que fez fortuna sem contribuir — uma nouvelle bourgeoisie parasitaire."  A família Assad alinhou-se com o Irã e o seu Eixo de Resistência durante grande parte do seu governo, contribuindo para uma rivalidade inter-baathista com o Partido Baath Saddamista dominado pelos sunitas no Iraque. 

## História

### Pré-1970
Antes da tomada do poder por Hafez al-Assad em 1970, o movimento neobaathista na Síria era dominado pelo líder Salah Jadid, que chegou ao poder após um golpe bem-sucedido em 1966. As tensões entre Jadid e Assad aumentaram após a Guerra dos Seis Dias em 1967 e a invasão da Jordânia em 1970. Hafez al-Assad aproveitou o seu controlo sobre os militares para desmantelar a rede de apoio a Jadid, antes de levar a cabo um golpe de Estado e prender Jadid e o então presidente sírio Nureddin al-Atassi. 

### Após 1970
Depois que Assad tomou o poder, a ideologia do neobaathismo se transformou em assadismo, com ainda mais nacionalismo, militarismo e o agora estabelecido culto à personalidade da Família al-Assad. 